# Marc Haller
Marc Haller (* 29. Juni 1987), alias «Erwin aus der Schweiz» ist ein Schweizer Comedy-Zauberer. In Wettswil am Albis aufgewachsen, lebt er heute in Zürich.

## Biographie
Marc Haller wurde 1987 in der Schweiz mit zwei nichtmagischen Drillingsbrüdern geboren. Von 2003 bis 2006 besuchte er die Zauberschule in Zürich und gewann mit 16 Jahren den Förderpreis des Magischen Rings der Schweiz. Weiterbildungen führten ihn über die Scuola Teatro Dimitri in Verscio, das Musische Gymnasium Zürich und 2007–2008 die Strassbergschule in New York und 2009 nach Wien, wo er 2013 den Abschluss am Konservatorium im Hauptfach Schauspiel absolvierte. Bei der ORF-TV-Show „Die Grosse Comedy Chance 2012“ erreichte «Erwin Aus Der Schweiz» alias Marc Haller mittels „Jury-Joker“ das Finale. Dank der ORF-Liveübertragung „Die grosse Comedy Chance – Das Finale“ erreichte Marc Haller einen hohen Bekanntheitsgrad in Österreich. Durch die Teilnahme bei der SRF-1-TV-Show „Die grössten Schweizer Talente2015“ etablierte sich Marc Haller auch in der Schweiz zu einer festen Showgrösse. Marc Haller ist Gewinner des „Kleinen Prix Walo 2013“, des „Swiss Talent Award 2014“, der „Tuttlinger Krähe 2017“, des «Comedy Award der Schaffhauser Künstler & Sport Gala 2017» und der «Goldenen Tanne 2018».
Der schräge, etwas verklemmte, aber immer liebenswerte Erwin ist die tragende Figur in Marc Hallers Comedy- und Zauber-Show.
Von 2012 bis 2016 tourte Marc Haller mit seinem Debüt-Soloprogramm «Erwin aus der Schweiz» durch Deutschland, Österreich und die Schweiz. Es folgten die Programme «Reloaded» (2016–2017), «Erwin-Mania» und «Update 18» (beide 2018). In den Jahren 2013 und 2016 war er mit „Das Zelt“ in den Produktionen «Dinner Spectacle & Comedy Club» auf Tour durch die Schweiz. 2017 trat er mit der Akrobatik-Show „Feuerwerk der Turnkunst“ in Deutschland auf. Im März 2019 nahm Haller an der SRF-Tanzshow «Darf ich bitten?» teil. Von 2019 bis 2020 war er mit seinem neuen Bühnenprogramm «Hoppla!» unterwegs. 2023 tourte er mit dem Cirkus Knie durch die Schweiz.

## Bühnenprogramme
- 2012–2016: Erwin Aus der Schweiz
- 2016–2017: Erwin Aus der Schweiz „Reloaded“
- 2018: ErwinMania
- 2018: Erwin Aus der Schweiz „Update 18“
- 2019: Hoppla!
- 2023: Zirkus KNIE Tour 2023
- 2024: Abendfüllendes Program "Symphonie des Lebens".
- 2025: Auf Tour mit Das Zelt "Magic Club".

## Bild- und Tonträger
- 2017: DVD, Marc Haller, Erwin Aus der Schweiz – Live im Casino Theater Winterthur

## Gastauftritte und Tourneen
- 2013: Das Zelt, Dinner Spectacle
- 2014: Das Zelt, Comedy Club
- 2017–2018: Feuerwerk der Turnkunst, Aura
- 2018–2019: Turngala, Tour 18/19
- 2023: Circus Knie

## Theater
- 2015: Stägeli Uf – Stägeli Ab, Bernhard Theater Zürich, spock productions gmbh
- 2015–2016: Räuber Hotzenplotz, Theater am Hechtplatz Zürich, Züricher Märchenbühne

## Auszeichnungen
- 2012: ORF 1, Die Grosse Comedy Chance, Finalist
- 2013: SRF 1, Die Grössten Schweizer Talente, 2. Platz
- 2014: Show Szene Schweiz, Kleiner Prix Walo, Sieger
- 2015: Das Zelt, Swiss Talent Award, Sieger
- 2015: Comedy.ch, Swiss Comedy Award, Nominiert
- 2017: Kleinkunstpreis der Stadt Tuttlingen, Tuttlinger Krähe, Publikumspreis
- 2017: Kleinkunstpreis der Stadt Tuttlingen, Tuttlinger Krähe, 2. Preis
- 2017: Künstler & Sportgala, Comedian des Jahres, Sieger
- 2018: Gemeinde Bad Hindelang, Die Goldene Tanne, Sieger

## TV-Auftritte
- 2012: ORF 1, Die Grosse Comedy Chance
- 2013: ARD, ORF 1 und SRF 1, Silvesterstadl
- 2013: SRF 1, Die Grössten Schweizer Talente
- 2013: SRF 1, Glanz & Gloria
- 2014: SRF 1, Glanz & Gloria
- 2014: SRF 1, Aeschbacher
- 2015: HR 1, Comedy Tower
- 2015: NDR, Comedy Contest
- 2016: SRF, Comedy Club – Das Zelt
- 2017: Sat.1, Promi Griller
- 2018: SRF 1, Glanz & Gloria
- 2018: ARD, Immer Wieder sonntags
- 2018: ARD, Freunde der Mäulesmühle